# Crotalaria gengmaensis
Crotalaria gengmaensis är en ärtväxtart som beskrevs av Zhi Wei och C.Y.Yang. Crotalaria gengmaensis ingår i släktet sunnhampor, och familjen ärtväxter. Inga underarter finns listade i Catalogue of Life.